# Yasemin Anagöz
Yasemin Anagöz, född 14 oktober 1998, är en turkisk bågskytt. Hon deltog vid olympiska sommarspelen 2016 och olympiska sommarspelen 2020.